# NK Imotski
NK Imotski – chorwacki klub piłkarski z siedzibą w Imotski. Został założony w 1991 roku.

## Historia
Klub powstał 31 marca 1991. W rozgrywkach ligowych zadebiutował w sezonie 1992/1993, przez kolejne lata występując w rywalizacji na szczeblach regionalnych. W 2002 roku po raz pierwszy awansował do 2. HNL, gdzie grał nieprzerwanie przez następnych 10 sezonów (do końca sezonu 2012/2013). Po rocznej przerwie (sezon 2013/2014) powrócił na drugi szczebel rozgrywek ligowych, gdzie grał kolejne 3 sezony (od 2014/2015 do 2016/2017), by ponownie spaść do 3. HNL.
W listopadzie 2007 roku Hrvatski nogometni savez zakazał klubowi występowania w strojach z reklamą firmy, której logo nawiązywać miało do symbolu stosowanego przez Ustaszy.